# Point of View Graphics

Point of View Graphics est une société de matériel informatique créée en 2000, et basée dans le Brabant-Septentrional, aux Pays-Bas.
L'entreprise est principalement reconnue pour la construction de cartes graphiques à base de chipsets graphiques NVIDIA exclusivement, commercialisée sous la marque Point of View (abrégée POV). Outre les cartes graphiques, la liste de ses produits s'étend aux accessoires divers pour jeux vidéo, systèmes de son, téléviseurs, ou encore au matériel informatique pour intégrateurs (OEM).